# مالک اشتر
مالک بن حارث نخعی معروف به مالِک اَشتَر بر اساس دیدگاه اهل سنت، یکی از افرادی بود که در کشته شدن عثمان دست داشت، درحالی‌که در دیدگاه شیعیان، وی از یاران وفادار علی بن ابی‌طالب بود. او در زمان خلافت علی به مقامی برجسته رسید و در چندین جنگ از جمله جنگ جمل و نبرد صفین علیه معاویه شرکت کرد.
لفظ «اَشْتَر» نسبت به شخصی به کار می‌رود که پلک چشمش بازگردیده باشد، چون وی بر اثر ضربهٔ شمشیری در جنگ یرموک در سال ۱۵ هجری/۶۳۶ میلادی از ناحیه چشم آسیب دید، وی را «مالک اشتر» می‌گفتند.
سال تولد او به درستی مشخص نیست ولی بیشتر مورخان مالک را حدود ده سال بزرگ‌تر از علی بن ابی‌طالب و ۲۰ سال کوچکتر از محمد می‌دانند. مالک از طایفه بنی نخع بود که شاخه‌ای از قبیله مذحج در یمن محسوب می‌شوند و در یمن نیز به دنیا آمد.

## دوران جوانی
نام او پس از جنگ با بیزانس (روم شرقی) بر سر زبان‌ها افتاد. وی در آن جنگ نقشی برجسته داشت و با شهامت، فراتر از منطقه درب در سرزمین دشمن پیش روی نمود.

## دوران خلافت عثمان
او یکی از سرسخت‌ترین مخالفان عثمان خلیفه سوم و شیوه‌های حکم‌رانی او بود که اعتقاد داشت جنگجویان باید از اموال فیء بهره‌مند شوند. بعد از یک درگیری در حضور حاکم کوفه سعید بن عاص در سال ۳۳ هجری/۴–۶۵۳ میلادی، مالک به همراه ده تن دیگر به شام تبعید شدند. معاویه آنان را پس از مدتی دوباره به عراق فرستاد اما سعید بن عاص آنان را سوی حاکم حمص در جزیره (منطقه‌ای در مرز سوریه و ترکیه کنونی) فرستاد. با بالا گرفتن درگیریها در کوفه، وی بلافاصله به کوفه بازگشته و در تحریک توده‌های مردم کوفه نقش مؤثری داشت. او در راس مبارزانی بود که مانع از بازگشت سعید بن عاص به کوفه شدند و ابوموسی اشعری را امیر خود می‌دانستند.
مالک در هنگامی که علیه عثمان مبارزه می‌کرد بازهم ترس عمر را در دل داشت، عروه بن زید خیل را مسئول نگهداری از مدائن نمود. مالک پس از آن، در سال ۶۵۶ میلادی، یزید بن هیجبه تیمی را به حکومت مدائن و ارض جوقه گماشت.
در هنگام محاصره خانه عثمان در سال ۳۵ هجری/۶۵۶ میلادی، مالک ۲۰۰ نفر را از کوفه به همراه خود به مدینه آورد و جزو محاصره‌کنندگان خانه عثمان بود. برخی نیز بر این باورند که او در میان قاتلین عثمان بوده است.

## دوران خلافت علی ابن ابیطالب
مالک که رهبر کوفیانی بود که در زمان محاصره عثمان به مدینه آمده بودند، به نظر می‌رسد که نقش اصلی را در تأمین امنیت برای خلیفه شدن علی داشته است.ویلفرد مادلونگ می‌نویسد پس از کشته شدن عثمان، وقتی علی به سمت بازار رفت، با اصرار مردم مبنی بر پذیرش خلافت مواجه شد و وقتی به کنار خانه عمر بن محصن انصاری رسید، اولین بیعت‌ها را دریافت کرد. روایات کوفی حاکی از این هستند که مالک اشتر اولین کسی بود که با وی بیعت نمود. طبق روایتی از شعبی، مالک، طلحه را برای بیعت آورد، اما طلحه گفت که مرا رها کن تا ببینم مردم با چه کسی بیعت می‌کنند. وقتی عبدالله بن عمر برای بیعت با علی آورده شد. وی نیز گفت که قبل از اجماع مردم بر علی، با وی بیعت نمی‌کند. علی از وی ضامنی خواست تا عبدالله پس از بیعت مردم، فرار نکند و عبدالله درخواست علی را رد کرد. مالک اشتر به علی گفت که عبدالله از شلاق و شمشیر تو در امان است. او را به من واگذار. علی به مالک گفت که رهایش کن که من ضامن او هستم.
علی به خاطر دیدگاه سرسخت خود در مخالفت با رویکرد خویشاوندسالاری عثمان در توزیع مناصب حکومتی، تمامی والیان قبلی را به جز ابوموسی اشعری عوض کرد. ظاهراً ابقای ابوموسی به پیشنهاد مالک اشتر بوده است.

### جنگ جمل
در هنگام لشکرکشی طلحه، زبیر و عایشه برای اصلاح و قصاص قاتلان عثمان، مالک به همراه تنی چند از یاران برجسته علی به کوفه فرستاده شد تا مردم کوفه را به یاری علی متقاعد کنند. او موفق به انجام این کار شد و سپاهی تقویتی برای علی آورد. مالک در جنگ جمل (۳۶ هجری/۶۵۶ میلادی) حضور داشت و در منابع در این جنگ نبردی تن به تن بین وی و عبدالله بن زبیر و شجاعت‌های دیگری از مالک ذکر شده است. پس از جنگ، مردم بصره با علی بیعت کردند. علی، ابن‌عباس را والی بصره نمود و زیاد بن ابیه را به دستیاری ابن‌عباس گماشت.

### جنگ صفین
مالک که طلایه‌دار سپاه علی در جنگ صفین بود، از اهالی رقه خواست که پلی بر فراز رود فرات بسازند تا لشکریان علی بتوانند از روی آن عبور کنند. در جنگ صفین فرماندهی جناح راست سپاه علی با وی بود و شجاعت زیادی در این جنگ از خود نشان داد.
در هنگام بروز مسئله حکمیت، علی می‌خواست مالک را به عنوان حکم اهالی عراق انتخاب کند، اما سپاه علی مخالفت کردند چرا که معتقد بودند که این انتخاب یعنی همان ادامه جنگ. وقتی مالک خبر وانهادن جنگ را شنید، دست از جنگ نکشید و می‌خواست به جنگ ادامه دهد چرا که پیروزی را نزدیک می‌دید و کل سخنانی که مالک در این مقطع بیان کرده به ما رسیده است. او سعی کرد که توافقنامه متارکه جنگ را امضا نکند.

### بعد از جنگ صفین و ماجرای حکمیت
بعد از حکمیت، مالک به حکومت خود در مناطق شمال بین‌النهرین بازگشت.
لارا وسیا وگلییری بر این باور است که احتمالاً به خاطر دیدگاه‌های سازش‌ناپذیر مالک با معاویه، علی که می‌خواست او از کوفیان دور باشد ابتدا وی را به امارت موصل و سپس به امارت مصر گماشت. مالک به جای محمد بن ابوبکر (که به خاطر جوانی، در امور جنگ و سیاست تجربه نداشت) به ولایت مصر انتخاب شد. علی وی را در هنگامی که می‌خواست دومین حمله خود به شام را سامان دهد، به سوی مصر فرستاد و این مهم نشانگر اهمیت مسئله مصر برای علی بود.
اگر چه تمامی شهرهای عراق و شام تحت قلمرو علی محسوب می‌شد، اما مالک وقتی با مقاومت ضحاک بن قیس فهری، عامل معاویه روبرو شد، به سمت موصل عقب‌نشینی کرد. دقیقاً معلوم نیست که این وقایع بعد از حمله ضحاک بن قیس صورت گرفت یا بعد از عزل محمد بن ابی بکر از امارت مصر (محمد نتوانسته بود شایستگیش را به اثبات برساند). مالک پیش از آنکه سوی مصر برسد، توسط جایستار، حاکم قلزم در آنجا مسموم شد. علی و معاویه وقتی خبر مرگ اشتر را شنیدند جملاتی گفتند که بعدها مشهور شد. علی گفت: للیدین و الفم (یعنی از جانب دستان و صورت بر زمین افتاد) و معاویه گفت که خداوند سربازانی از زنبور عسل دارد. معاویه را عامل مسموم شدن اشتر دانسته‌اند و معاویه گفته بود که علی دو بازو دارد، یکی مالک اشتر و دیگری عمار بن یاسر.
ویلفرد مادلونگ می‌نویسد مالک همیشه تسلیم محض علی بود و به عنوان وفادارترین و لایقترین یار علی مطرح بود. مرگ وی، علی را بسیار ناراحت کرد و علی این ناراحتی را ابراز کرد و در دیدار خود با شیوخ قبیله نخعی، مالک را مورد ستایش قرار داد. علی به محمد بن ابوبکر که از فرستادن اشتر به حکومت مصر، ناراحت شده بود، نامه‌ای نوشت و گفت که محمد را به خاطر کم‌طاقتی در جنگ با دشمنان یا عدم جدیت برکنار نکرده، بلکه وی را به حکومت جایی خواهد فرستاد که برایش اداره آن آسانتر باشد. وی در نامه خود به مالک اشاره کرد و گفت که وی یاری مخلص برای علی، سخت سر در جنگ با دشمنان بود و در رکابم کشته شد و من از او رضایت دارم و خدا نیز از او راضی باشد و پاداشش را دو چندان کند.

##### محل دفن
مزار مالک، در منطقه ای به نام القلج (القلاج) در شمال شرقی شهر قاهره و در نزدیکی شهر الخانکه مشرف به کوه الخضراء قرار دارد.
هم چنین در برخی منابع شهر بعلبک لبنان به عنوان مزار وی ذکر شده است.

## مشخصات ظاهری مالک
مالک قوی هیکل بود و شمشیرش به نام لج (درخشنده همچون آب روان) معروف بود.
و زخم شمشیری به چشم داشت که در جنگ یرموک برابر روم به جا مانده بود.